# Papalotla
Papalotla là một đô thị thuộc bang México, México. Năm 2005, dân số của đô thị này là 3766 người.